# Buccinulum linea
Buccinulum linea är en snäckart som först beskrevs av Martyn 1784.  Buccinulum linea ingår i släktet Buccinulum och familjen valthornssnäckor. Inga underarter finns listade i Catalogue of Life.